# Troinex
Troinex es una comuna suiza del cantón de Ginebra. Limita al norte y noreste con la comuna de Veyrier, al este y sureste con Bossey (FRA-74), Étrembières (FRA-74) y Collonges-sous-Salève (FRA-74), al suroeste con Bardonnex, y al oeste con Plan-les-Ouates.